# Portugal op het Eurovisiesongfestival 1979
Portugal nam deel aan het Eurovisiesongfestival 1979 in Jeruzalem, Israël. Het was de 16de deelname van het land op het Eurovisiesongfestival. De selectie verliep via het jaarlijkse Festival da Canção, waarvan de finale plaatsvond op 24 februari 1979. De RTP was verantwoordelijk voor de Portugese bijdrage voor de editie van 1979.

## Selectieprocedure
Net zoals de voorbije jaren werd ook dit jaar de kandidaat gekozen via het jaarlijkse Festival da Canção. De finale vond plaats op 24 februari 1979. In totaal deden er 99 liedjes mee aan deze finale. De winnaar werd gekozen door 22 regionale jury's.
Finale
| Volgorde | Artiest               | Lied                       | Punte | Plaats |
| -------- | --------------------- | -------------------------- | ----- | ------ |
| 1        | Gonzaga Coutinho      | "Tema para um homem só"    | 102   | 5de    |
| 2        | Pedro Osório S.A.R.L. | "Uma canção comercial"     | 123   | 3de    |
| 3        | Concha                | "Qualquer dia, quem diria" | 78    | 6de    |
| 4        | Gabriela Schaaf       | "Eu só quero"              | 132   | 2de    |
| 5        | Tózé Brito            | "Novo canto Português"     | 110   | 4de    |
| 6        | Teresa Silva Carvalho | "Cantemos até ser dia"     | 52    | 9de    |
| 7        | Florência             | "O combóio do Tua"         | 63    | 8ste   |
| 8        | Manuel José Soares    | "Quando chego a casa"      | 76    | 7de    |
| 9        | Manuela Bravo         | "Sobe, sobe, balão sobe"   | 149   | 1ste   |

## In Jeruzalem
In Londen moest Portugal optreden als 1ste net voor Italië.
Na de puntentelling bleek dat Portugal 9de was geëindigd met een totaal van 64 punten.
Nederland had 3 punten over voor Portugal, België 5 punten.

### Gekregen punten

#### Finale
| 12 punten         | 10 punten                 | 8 punten                         | 7 punten     | 6 punten                      |
| ----------------- | ------------------------- | -------------------------------- | ------------ | ----------------------------- |
|                   | - Frankrijk               |                                  | - Oostenrijk | - Italië - Noorwegen - Spanje |
| 5 punten          | 4 punten                  | 3 punten                         | 2 punten     | 1 punt                        |
| - België - Monaco | - Duitsland - Zwitserland | - Luxemburg - Nederland - Zweden | - Finland    |                               |

### Punten gegeven door Portugal

#### Finale
Punten gegeven in de finale:
| 12 punten | Israël              |
| 10 punten | Griekenland         |
| 8 punten  | Italië              |
| 7 punten  | Luxemburg           |
| 6 punten  | Frankrijk           |
| 5 punten  | Ierland             |
| 4 punten  | Verenigd Koninkrijk |
| 3 punten  | Noorwegen           |
| 2 punten  | Duitsland           |
| 1 punt    | Monaco              |

1964 · 1965 · 1966 · 1967 · 1968 · 1969 · 1970 · 1971 · 1972 · 1973 · 1974 · 1975 · 1976 · 1977 · 1978 · 1979 · 1980 · 1981 · 1982 · 1983 · 1984 · 1985 · 1986 · 1987 · 1988 · 1989 · 1990 · 1991 · 1992 · 1993 · 1994 · 1995 · 1996 · 1997 · 1998 · 1999 · 2000 · 2001 · 2002 · 2003 · 2004 · 2005 · 2006 · 2007 · 2008 · 2009 · 2010 · 2011 · 2012 · 2013 · 2014 · 2015 · 2016 · 2017 · 2018 · 2019 · 2020 · 2021 · 2022 · 2023 · 2024 · 2025